# 商汤科技

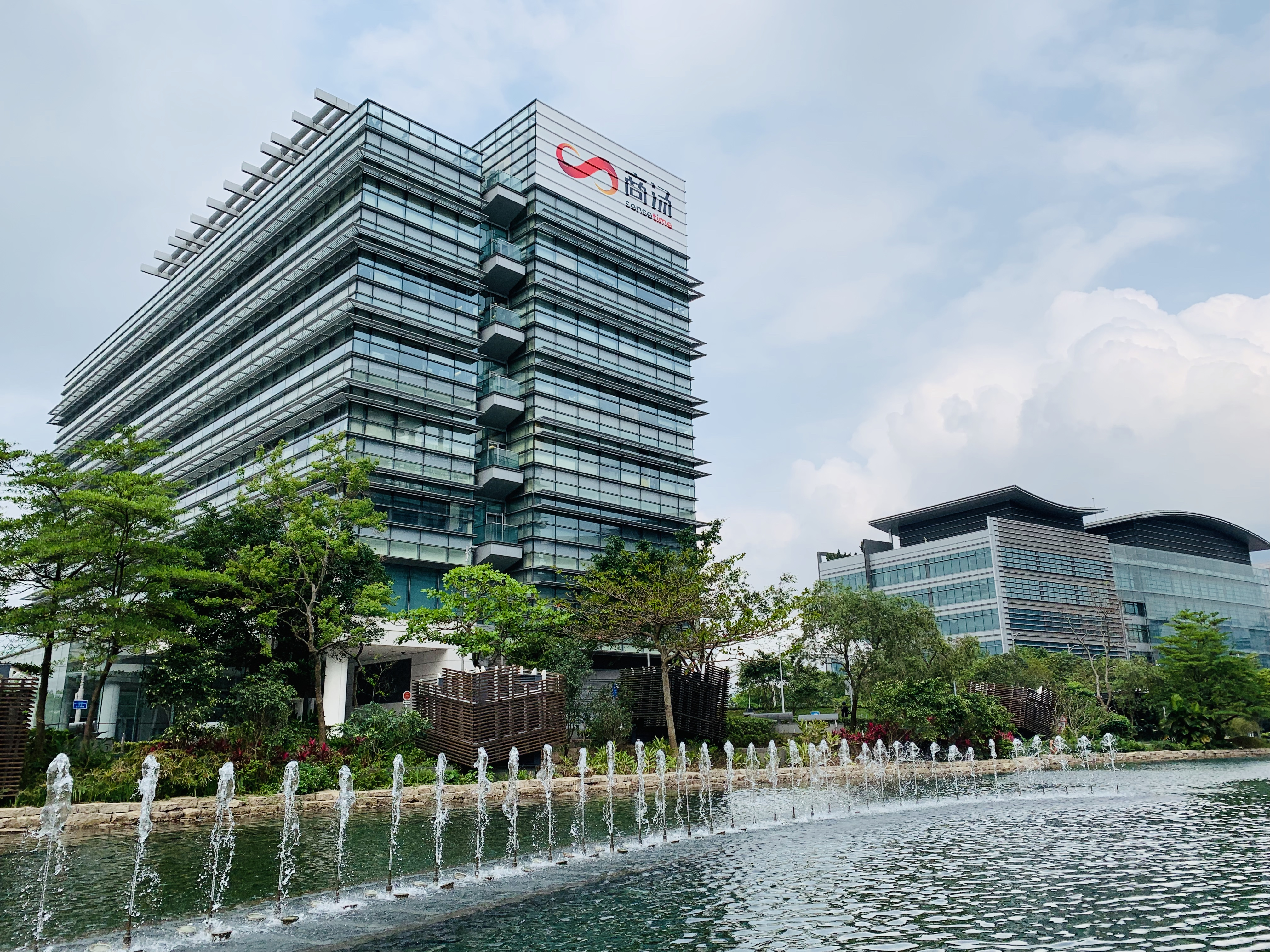
商湯科技香港總部位於香港科學園海濱大樓一座2樓

商湯科技（英語：（ 港交所：20、港交所：80020（人民幣結算）））是一家總部位於香港的人工智能企業，於2014年底成立，以「堅持原創，讓AI引領人類進步」為口号，其研发总部位于中国大陆。由中國大陆科學家汤晓鸥創辦，徐立任該公司的董事长兼首席执行官。商湯是亞洲收入排名最高的AI公司。其戰略合作夥伴包括高通、華為、小米科技、本田汽車等。商湯集團於2021年12月30日在香港交易所上市。
商湯科技的研究涵蓋感知智能、決策智能、智能內容生成和智能內容增強等領域，同時包含AI芯片、AI傳感器及AI算力基礎設施在內的關鍵能力。此外，商湯打造新型人工智能基礎設施——SenseCore商湯AI大裝置，打通算力、算法和平台，解決長尾應用問題，推動人工智能進入工業化發展。商湯科技業務涵蓋智慧商業、智慧城市、智慧生活、智能汽車四大板塊。
2021年12月，美國財政部將商湯科技列入“中國軍工複合體企業”名單，指控該公司的人臉識別技術在幫助中國鎮壓主要是穆斯林的維吾爾族的行動中發揮了作用。列入黑名單將禁止美國人投資該公司。 商湯對這個決定與相關指控表示反對，認為該決定與相關指控毫無根據。
商湯在香港、上海、北京、深圳、成都、杭州、南平、青島、三亞、西安、台北、澳門、京都、東京、新加坡、利雅得、阿布扎比、迪拜、吉隆坡、首爾等地設立辦公室。另外，商湯科技在泰國、印度尼西亞、菲律賓等國家均有業務。

## 公司發展

### 2022年
2022年12月，商湯科技在IDC發佈的《2022 上半年人工智能及軟件市場追蹤報告》中，位居中國AI軟件市場第一，成為市場領導者。同時，在關鍵的計算機視覺子市場，商湯連續六年蟬聯第一，整體市場份額佔比達20.7%。
2022年10月，《联合早报》与商汤科技合作，借助创新科技为读者提供沉浸式的阅读内容。
2022年9月，商湯科技于世界人工智能大會發布四个創新人工智能平台體系，均建基在 SenseCore 商湯大裝置，分別有 SenseCore 商湯大裝置 AI 雲、SenseAuto V2X 商湯絕影車路協同、SenseMAP 商湯多體智能平台，以及商湯未來醫院整體解決方案。
2022年8月，商湯科技推出首款家庭消費級人工智能（AI）產品「元蘿蔔SenseRobot」AI下棋機械人，進一步拓展其「智慧生活」業務。產品獲得中國象棋協會權威認證，並由奧運冠軍郭晶晶代言。
2022年7月，由得意典藏授權、商湯科技「數字貓APP文創平台」以台北故宮館藏文物為主題原創打造的「宋畫三絕」系列首個數字文創產品《谿山行旅·宋畫三絕》正式發佈。
2022年6月30日，中共中央總書記習近平訪港期間到香港科學園視察，商湯科技相關人士參加了此次活動。商湯科技香港總經理尚海龍表示「經過今次習近平總書記到來視察和進行講話，我相信香港創科發展將會駛到高速路上，未來可以進一步把香港所長，融入國家發展所需」。
2022年6月，商湯科技及聯合實驗室共有71篇論文入選CVPR，有近四分之一屬口頭報告；包括了三維視覺和自動駕駛，顯示其研發水準仍處前列位置。同月，經徐悲鴻美術館官方正版授權，商湯旗下「數字貓APP文創平台」推出打造的中國畫壇大師的作品《宋人匹馬·徐悲鴻》數字文創產品，限量發售2,300份，一經上架迅速售罄。
2022年5月，商湯科技發佈《企業級 AI 數字人:數字經濟發展「新動能」》白皮書,首次將數字人的發展劃分為 L1~L5 五個等級，深入剖析虛擬數字人的關鍵技術和未來發展趨勢。
2022年4月，商湯科技公布，與本田中國合作，透過SenseAuto商湯絕影智能汽車平台的AI感知算法能力，打造能夠精準感知駕駛員疲勞駕駛、駕駛分神等行為的智能駕駛系統。
2022年3月25日，商湯集團公佈截至2021年12月31日止之經審核全年業績，收入加速增長，按年同比增長36.4%至47億元，研發投入持續領先同業。
2022年3月，商湯為罕見病「漸凍症」患者開發AI智能看護系統，針對行動不便、吞咽及呼吸困難等症狀的漸凍症病人進行24小時無接觸看護，實時監測病人生理指標異常情況並發出警告。
2022年2月，商湯發佈企業社會責任報告，做有溫度的人工智能。
2022年1月，商湯科技位於上海的人工智能計算中心開始營運，其設計峰值算力高達3.74 exaFLOPS，將成爲亞洲最大的人工智能計算中心之一。商湯與福田康明斯合作，其AI 大裝置落地智能汽車質檢。 商湯建立4C「星空」分析系統，通過AI檢查高鐵架空電纜。

### 2023年
2023年2月，香港特別行政區行政長官李家超率團出訪沙特阿拉伯，商湯科技受邀隨特區代表團訪問，并分別與沙特阿卜杜拉國王金融區、知名文旅賽事管理公司Sela簽署合作意向書和合作備忘錄，將在以往項目基礎上，分別就智慧城市、數字文娛等領域開展深入合作，共同推動沙特數字化發展。
2023年3月，商湯科技SenseTime宣佈將與泰國最大的綜合傳媒集團之一T&B環球媒體集團 (T&B) 推進泰國首個虛擬世界項目——元宇宙平台Translucia。同月，商湯科技 發布多模態多任務通用大模型「書生（INTERN）2.5」，在多模態多任務處理能力方面實現多項全新突破。
2023年4月，商湯舉行技術交流日，宣布推出「日日新（SenseNova）」大模型體系，可用於自然語言處理、圖片生成、自動化數據標注、自定義模型訓練等多種大模型及能力。
2023年12月16日，商汤科技发布讣告称创始人汤晓鸥在12月15日因病救治无效离世，享年55岁。

## 融資
2022年8月19日，恒生指數公司將商湯(00020)納入恆生中國企業指數，同時其恒生科技指數比重由0.15%急增至1.76%。
2022年2月18日，恒生指數公司宣布截至 2021年12月31日的恒生指數系列季度檢討結果，商湯(00020)被納入恒生科技指數和恒生綜合指數。
2021年12月30日，商汤集团在香港证券交易所挂牌上市，首日股价曾涨逾23%。
2018年9月，公司獲得軟銀願景基金的獨家10億美元D輪融資。
2018年4月9日，商湯科技宣布完成6億美元C輪戰略融資，再創全球人工智慧領域融資記錄。本輪融資由阿里巴巴集團領投，新加坡主權基金淡馬錫、蘇寧等投資機構和戰略夥伴跟投。
2017年7月，商湯科技宣布完成4.1億美元B輪融資，創下當時全球人工智慧領域單輪融資最高紀錄。商汤科技B轮融资包括B1、B2两轮。B1轮由私募公司鼎晖领投，B2轮由赛领资本领投，中金公司、基石资本、招商证券、华兴私募股权基金等近20家投资机构、战略伙伴参投。

## 爭議

### 列入實體清單
2019年10月8日，美国商务部决定，以參與監控新疆穆斯林侵犯人權為由，将商汤科技等28个中国实体列入美国《出口管制条例》实体清单。在未经美國政府批准的情况下，被列入“实体清单”的机构或公司被禁止从美国公司入口受规管的物品。商湯科技發聲明表示強烈反對，並呼籲美國政府重新進行審視。商湯科技稱其嚴格遵守相關國家和地區的法律、法規。同時通過制定並實施嚴格的人工智能技術使用的倫理標準，讓人工智能技術能獲得正確的應用，以最負責任的態度推動人工智能技術發展。

### 列入投資黑名單
2021年12月10日，在商湯科技於港交所上市的定價日，美国财政部将商汤科技列入投资黑名单。美国财政部在一份声明中将该公司列入“中国军工复合体企业”名单。商湯對這個決定與相關指控表示強烈反對，認為該決定與相關指控毫無根據，反映了對公司根本性的誤解。公司又指，科技發展不應該受到地緣政治的影響。商湯指出，公司致力於發展可持續、負責任並合乎倫理的人工智能技術與應用，在各個方面嚴格遵守相關國家和地區的法律、法規。
商湯科技原計劃進行首次公開募股（IPO），預定12月17日在香港交易所掛牌上市計畫。商湯集團於12月13日宣布，全球發售及上市將會延遲，但預期將刊發補充招股章程，並載有經更新上市時間表、香港發售股份的相關申請程序及其他相關資料。商湯強調，公司仍致力盡快完成全球發售及上市。 商湯集團其後於12月20日重啟香港IPO認購並成功完成上市程序。 

### 競爭對手
- 臉書
- 旷视科技
- 創意引晴
- 宇视科技